# Yves Michel (football)
Yves Michel est un footballeur français né le 6 mai 1940 à Montpellier et mort le 15 décembre 2019 à Béziers. Il était attaquant.

## Palmarès
- Champion de France de D2 en 1961 avec le SO Montpellier